# Мурзин, Даян Баянович
Дая́н Бая́нович Му́рзин  (тат. Dayan Fätxelbayan ulı Murzin, Даян Фәтхелбаян улы Мурзин; 20 января 1921, д. Старые Балыклы, Уфимская губерния — 9 февраля 2012, Уфа, Башкортостан) — майор РККА, участник Великой Отечественной войны и движения Сопротивления.

## Биография

### Довоенные годы
Родился 20 января 1921 года в д. Старые Балыклы (ныне Бакалинский район, Башкортостан). Окончил школу с отличием. По национальности татарин. До войны окончил Кушнаренковское педагогическое училище. Работал сельским учителем в деревне Старые Балыклы. Работал директором Тактагуловской неполной средней школы.

### Военная подготовка. Начало войны
В мае 1941 года окончил Рижское военное училище, служил помощником командира взвода в 10-й стрелковой дивизии Прибалтийского военного округа.
На фронте с 22 июня 1941 года. Воевал в составе 10-й стрелковой дивизии в должности командира взвода; командира взвода разведки и командира роты разведки в Ямпольском партизанском отряде «За Родину», входившем в состав партизанского соединения С. А. Ковпака.

### Агентурная работа в соединениях СС и др.
С августа 1942 по август 1943 года действовал в качестве агента в 1-й штабной роте Туркестанского легиона. В 1943 году на подпольной работе в Донбассе в г. Сталино. В результате его работы несколько подразделений Туркестанского легиона и легиона «Идель-Урал» перешли на сторону Красной Армии.
В декабре 1943 года с группой разведчиков в Молдавии организовал партизанский отряд имени В. М. Молотова; воевал на территории Винницкой и Одесской областей Украины, в Молдавии до апреля 1944 года. В 1944 году учился в Специальной школе разведчиков партизанского движения Украины. В августе 1944 года в составе группы словацко-чешских разведчиков заброшен в Словакию для организации партизанского движения. Здесь являлся начальником штаба партизанского отряда, затем командиром интернациональной партизанской бригады имени Яна Жижки (был известен под прозвищем «Чёрный генерал»). Воевал на территории Моравии и Чехии вплоть до 9 мая 1945 года.

### Послевоенные годы
Познакомился со своей женой в партизанском отряде. Она была радисткой, прожили всю жизнь вместе. После войны работал в отделе народного образования Бакалинского района Башкирской АССР. 

После окончания Казанской юридической школы и Всесоюзного юридического заочного института был помощником прокурора Абзелиловского района, помощником прокурора города Стерлитамака. 

В 1955—1960 годах — старший следователь, начальник отдела по надзору за законностью в местах лишения свободы прокуратуры Башкирской АССР. 

С 1961 по 1962 год был заместителем министра внутренних дел по кадрам. В 1962—1969 годах — вновь на должности начальника отдела по надзору за законностью в местах лишения свободы прокуратуры Башкирской АССР. 

С 1969 по 1986 год — председатель Башкирской республиканской коллегии адвокатов, с 1987 по 1990 год — директор Музея интернациональной дружбы. 

С 1989 года — член президиума совета ветеранов войны, труда, вооруженных сил и правоохранительных органов Республики Башкортостан.

#### Смерть
Умер 10 февраля 2012 года в Уфе.
Прощание и похороны состоялись 13 февраля 2012 года.

## Награды и память

#### Награды СССР и России
| Страна | Дата       | Награда                                                                            |
| ------ | ---------- | ---------------------------------------------------------------------------------- |
| СССР   | 2 мая 1945 | Кавалер ордена Красного Знамени                                                    |
| СССР   | 1985       | Кавалер ордена Отечественной войны 1 степени                                       |
| СССР   |            | Кавалер ордена Отечественной войны 2 степени                                       |
| СССР   |            | Кавалер ордена Красной Звезды                                                      |
| СССР   | 1945       | Медаль «За освобождение Праги»                                                     |
| СССР   | 1945       | Медаль «Партизану Отечественной войны» 1 степени                                   |
| СССР   | 1945       | Медаль «За победу над Германией в Великой Отечественной войне 1941—1945 гг.»       |
| СССР   | 1965       | Юбилейная медаль «Двадцать лет Победы в Великой Отечественной войне 1941—1945 гг.» |
| СССР   | 1967       | Юбилейная медаль «50 лет Вооружённых Сил СССР»                                     |
| СССР   | 1975       | Юбилейная медаль «Тридцать лет Победы в Великой Отечественной войне 1941—1945 гг.» |
| СССР   | 1978       | Юбилейная медаль «60 лет Вооружённых Сил СССР»                                     |
| СССР   | 1985       | Юбилейная медаль «Сорок лет Победы в Великой Отечественной войне 1941—1945 гг.»    |
| СССР   | 1988       | Юбилейная медаль «70 лет Вооружённых Сил СССР»                                     |
| Россия | 1995       | Юбилейная медаль «50 лет Победы в Великой Отечественной войне 1941—1945 гг.»       |
| Россия | 1995       | Медаль Жукова                                                                      |
| Россия | 2005       | Юбилейная медаль «60 лет Победы в Великой Отечественной войне 1941—1945 гг.»       |
| Россия | 2010       | Юбилейная медаль «65 лет Победы в Великой Отечественной войне 1941—1945 гг.»       |

#### Награды иностранных государств
| Страна       | Дата вручения | Награда                                                            | Награда                                                            | Литеры |
| ------------ | ------------- | ------------------------------------------------------------------ | ------------------------------------------------------------------ | ------ |
| Чехословакия |               | Кавалер ордена Красного Знамени                                    | Кавалер ордена Красного Знамени                                    |        |
| Чехословакия |               | Кавалер Золотой звезды Чехословацкого военного ордена «За Свободу» | Кавалер Золотой звезды Чехословацкого военного ордена «За Свободу» |        |
| Чехословакия |               | Кавалер ордена Словацкого национального восстания 1 степени        | Кавалер ордена Словацкого национального восстания 1 степени        |        |
| Чехословакия |               | Военный крест                                                      | Военный крест                                                      |        |
| Чехословакия |               | Медаль «За храбрость перед врагом»                                 | Медаль «За храбрость перед врагом»                                 |        |
| Чехословакия |               | Нагрудный знак Партизана                                           | Нагрудный знак Партизана                                           |        |
| Чехословакия |               | Медаль «За укрепление дружбы по оружию» 2 степени                  | Медаль «За укрепление дружбы по оружию» 2 степени                  |        |
| Чехословакия |               | Памятная медаль к 25-летию Победного февраля                       | Памятная медаль к 25-летию Победного февраля                       |        |
| Чехия        |               | Похвальный крест Министра обороны Чешской Республики 1 класса      | Похвальный крест Министра обороны Чешской Республики 1 класса      |        |
| Чехия        |               | Похвальный крест Министра обороны Чешской Республики 2 класса      | Похвальный крест Министра обороны Чешской Республики 2 класса      |        |
| Чехия        |               | Памятный знак «60-летие окончания Второй мировой войны»            | Памятный знак «60-летие окончания Второй мировой войны»            |        |

В общей сложности 86 орденов и медалей:
- 2 ордена Красного Знамени (1942, 1969)
- 2 ордена Красной Звезды (1943, 1954)
- орден Отечественной войны 1-й степени (1955)
- орден и медаль Партизанской войны 1-й и 2-й степени (Чехословакия) (1944)
- 12 медалей СССР, 13 медалей других стран
- серебряный меч и именное оружие от муниципалитета г. Злин (Чехословакия) (1945)

До 1990-х годов в чешском г. Злин (бывш. Готвальдов, Чехословакия) существовала улица Майора Мурзина (сейчас это улица «Dlouhá ulice») и ещё при жизни был сооружён бронзовый памятник Д. Б. Мурзину.
В 2020 году в селе Кушнаренково (баш. Кушнаренко) присвоили Кушнаренковскому многопрофильному профессиональному колледжу имя героя Сопротивления, командира партизанского движения Даяна Мурзина.                                                                                                                                              2 декабря 2021 года на территории вышеназванного колледжа, в честь столетия со дня рождения, был открыт первый официальный памятник (бюст) Д.Б.Мурзину в России и на территории бывшего СССР.
Парадный китель Мурзина весит около 6 кг. Но российских наград у Даяна Баяновича всё же меньше, чем иностранных.
Герой Чехословакии, кавалер всех высших орденов этой страны, почётный гражданин 16 городов Чехии, Словакии и Моравии.
Даяну Баяновичу посвящен рассказ Магсума Насыбуллина  "Человек из легенды" в сборнике "Конец опасной тропы" (1968).
Как ни парадоксально, но о подвигах Даяна Мурзина за границей знают больше, чем в России. В Великобритании о Мурзине вышла книга Джона Хауланда, сына капитана королевской армии, сослуживца советского офицера. Сейчас её перевели на чешский и словацкий языки, на русский — пока нет. Англичанин сравнивает Даяна Баяновича с Джеймсом Бондом. По мнению автора, реальные фронтовые подвиги «Чёрного генерала» во многом затмевают приключения знаменитого литературного персонажа, рождённого воображением Яна Флеминга. Советского офицера не смогли ни поймать, ни ликвидировать. Зато благодаря бригаде Мурзина только в оккупированной Чехословакии живая сила противника поредела на четыре тысячи человек, под откос были пущены более 60 эшелонов с немецкой техникой и боеприпасами. Но самым дерзким было то, что Мурзин и товарищи украли (взяли в плен) из-под носа Гитлера генерала танковых войск Германии Мюллера.
Телеканал «Россия» показал документальную ленту о «Чёрном генерале». Фильм о нём снимали в Англии, Германии, Чехии и России. О герое рассказывали не менее легендарные личности: шеф внешней разведки «Штази» Маркус Вольф, бывший легионер Туркестанского легиона вермахта Мурат Тачмурат, бывший чехословацкий партизан, шеф чешской нелегальной разведки Ян Ондровчак и, разумеется, сам, Даян Мурзин. Огромная аудитория россиян наконец-то узнала о фронтовой биографии Даяна Баяновича.
В Уфе, в 2022 году, был установлен памятник.
Имя Мурзина носит мотострелковый батальон 31-го мотострелкового полка ВС России.

## Звания
- Заслуженный юрист РСФСР (1972)
- Почётный гражданин 16 городов Чехии и Словакии.
- Почетный гражданин г. Уфы